# 패디 애시다운

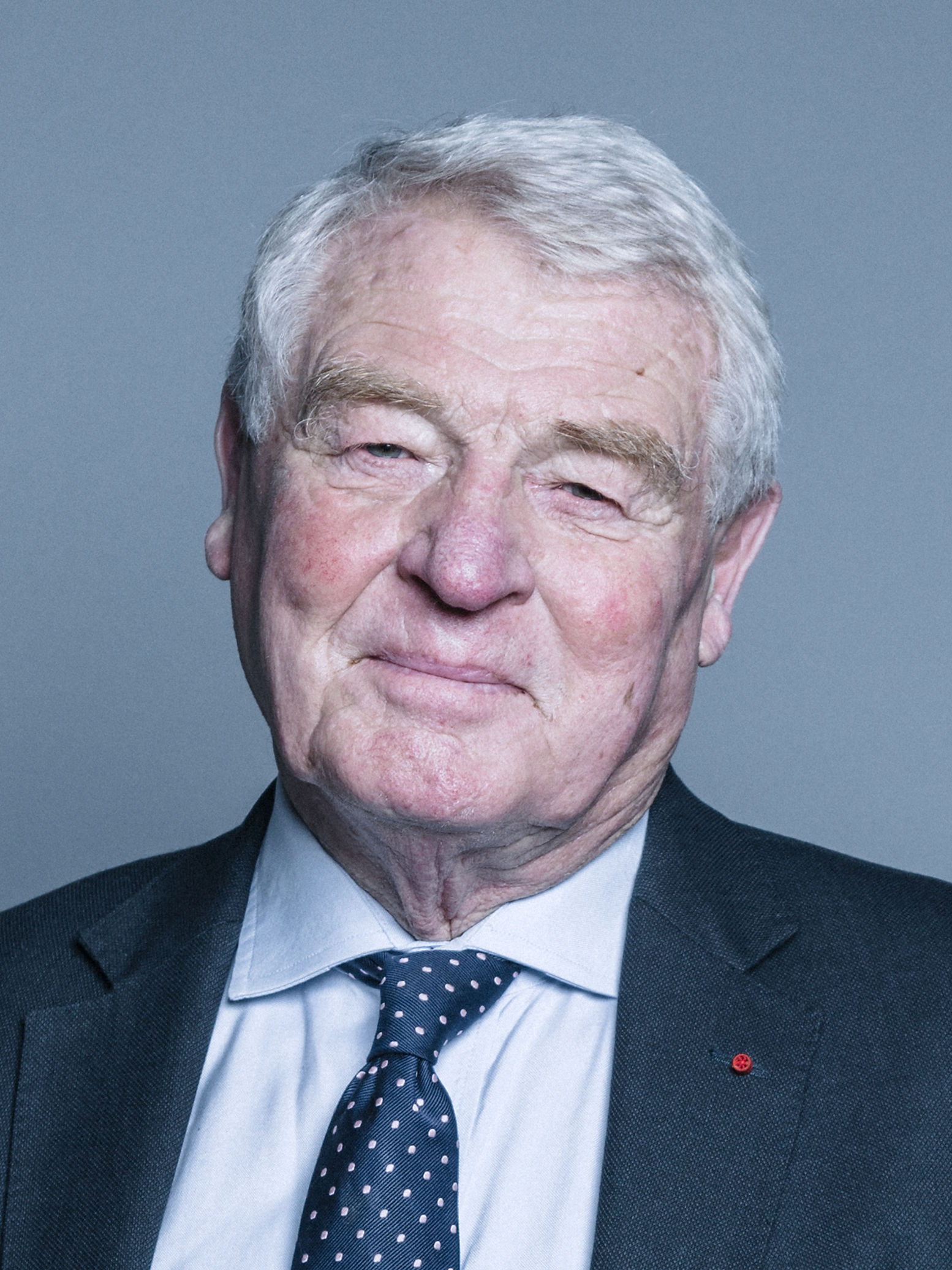
공식 초상화 (2018년)

제러미 존 더럼 애시다운(영어: Jeremy John Durham Ashdown), 줄여서 패디 애시다운(영어: Paddy Ashdown, GCMG, CH, KBE, PC, 1941년 2월 27일~2018년 12월 22일))은 영국의 정치인이자 외교관이다. 1988년부터 1999년까지 자유민주당의 대표를 맡았다. 90년대 유고슬라비아에 대한 군사적 개입을 강력히 주장하였으며, 그 영향으로 2002년부터 2006년까지 보스니아 헤르체고비나의 고위대표를 맡았다.
영국 해군과 특전대 장교 출신으로 안보기관에서 정보요원으로 활동하였으며, 1983년 영국 총선에서 요빌 지역구에 자유민주당 후보로 처음 출마해 당선되었다. 이후 2001년 총선에서 불출마를 선언하며 정계에서 은퇴하였다. 2006년에는 그간의 활동을 인정받아 세인트마이클 앤드 세인트조지 기사최고십자장을, 2015년에는 컴패니언 오브 아너 훈장을 수훈받았다. 2017년에는 프랑스 정부로부터 레지옹 도뇌르 훈장을 수훈받았다.
다국어 능력자로 만다린어 통역사 자격을 보유하고 있었으며, 그밖에도 독일어, 프랑스어, 보스니아어 등 여러 언어를 유창하게 소화할 수 있었다. 공식 직함은 노튼서브햄던의 애시다운 남작 (Baron Ashdown of Norton-sub-Hamdo)이었다.

## 역대 선거 결과
| 선거명      | 직책명                 | 대수 | 정당       | 득표율 | 득표수   | 결과 | 당락               |
| ----------- | ---------------------- | ---- | ---------- | ------ | -------- | ---- | ------------------ |
| 1979년 선거 | 하원의원 (요빌 선거구) | 48대 | 자유당     | 30.51% | 19,939표 | 2위  | 낙선               |
| 1983년 선거 | 하원의원 (요빌 선거구) | 49대 | 자유당     | 50.45% | 26,608표 | 1위  | 요빌 하원의원 당선 |
| 1987년 선거 | 하원의원 (요빌 선거구) | 50대 | 자유당     | 51.43% | 28,841표 | 1위  | 요빌 하원의원 당선 |
| 1992년 선거 | 하원의원 (요빌 선거구) | 51대 | 자유민주당 | 51.69% | 30,958표 | 1위  | 요빌 하원의원 당선 |
| 1997년 선거 | 하원의원 (요빌 선거구) | 52대 | 자유민주당 | 48.75% | 26,349표 | 1위  | 요빌 하원의원 당선 |